# Juncus sarophorus
Juncus sarophorus är en tågväxtart som beskrevs av Lawrence Alexander Sidney Johnson. Juncus sarophorus ingår i släktet tåg, och familjen tågväxter. Inga underarter finns listade i Catalogue of Life.